# Liceu BCN 30 de noviembre de 2006
Liceu BCN 30 de noviembre de 2006 es un DVD en vivo que hicieron los músicos Enrique Bunbury y Nacho Vegas el 30 de noviembre de 2006 en el Gran Teatro del Liceo de Barcelona, tras sacar el álbum El tiempo de las cerezas.
Aquel concierto se publicó en formato DVD el 26 de marzo de 2007. El testimonio fílmico de la primera y única actuación de Bunbury y Vegas en España viene junto a un extracto de otras cinco canciones que ambos ofrecieron en el Teatro Metropólitan de México D.F. y por cuatro videoclips, entre ellos el de "No fue bueno pero fue lo mejor", protagonizado por el actor Óscar Jaenada.

## Lista de canciones
| Liceu BCN |                                             |                 |          |  |
| N.º       | Título                                      | Escritor(es)    | Duración |  |
| 1.        | «Actos inexplicables»                       | Nacho Vegas     | 3:38     |  |
| 2.        | «Días extraños»                             | Vegas           | 6:18     |  |
| 3.        | «No fue bueno, pero fue lo mejor»           | Enrique Bunbury | 3:56     |  |
| 4.        | «Va a empezar a llover»                     | Vegas           | 4:13     |  |
| 5.        | «Ahora»                                     | Bunbury         | 4:32     |  |
| 6.        | «El cazador»                                | Vegas           | 3:56     |  |
| 7.        | «Blanca»                                    | Vegas           | 5:23     |  |
| 8.        | «Bravo»                                     | Luis Demetrio   | 4:13     |  |
| 9.        | «La fin»                                    | Vegas           | 5:59     |  |
| 10.       | «Gang Bang»                                 | Vegas           | 6:03     |  |
| 11.       | «La chica triste que te hacía reír»         | Bunbury         | 4:50     |  |
| 12.       | «En la espina dorsal del universo»          | Bunbury         | 4:58     |  |
| 13.       | «El rescate»                                | Bunbury         | 4:12     |  |
| 14.       | «De esclavitud y de cadenas»                | Bunbury         | 4:34     |  |
| 15.       | «Puta desagradecida»                        | Bunbury         | 4:44     |  |
| 16.       | «Secretos y mentiras»                       | Vegas           | 3:58     |  |
| 17.       | «Los restos del naufragio»                  | Bunbury         | 3:40     |  |
| 18.       | «El hombre que casi conoció a Michi Panero» | Vegas           | 6:44     |  |
| 19.       | «Látex»                                     | Bunbury Vegas   | 3:42     |  |
| 20.       | «El tiempo de las cerezas»                  | Bunbury         | 3:30     |  |
| 1:33:03   |                                             |                 |          |  |

| Teatro Metropólitan |                               |                 |          |  |
| N.º                 | Título                        | Escritor(es)    | Duración |  |
| 1.                  | «El rumbo de tus sueños»      | Enrique Bunbury | 3:59     |  |
| 2.                  | «Serie negra»                 | Nacho Vegas     | 5:16     |  |
| 3.                  | «El viento a favor»           | Bunbury         | 4:28     |  |
| 4.                  | «La pena o la nada»           | Vegas           | 7:52     |  |
| 5.                  | «Por la paz y por la canción» | Vegas           | 4:03     |  |
| 25:38               |                               |                 |          |  |

| Videoclips |                                     |                 |          |  |
| N.º        | Título                              | Escritor(es)    | Duración |  |
| 1.         | «Días extraños»                     | Nacho Vegas     | 6:14     |  |
| 2.         | «No fue bueno, pero fue lo mejor»   | Enrique Bunbury | 3:56     |  |
| 3.         | «Puta desagradecida»                | Bunbury         | 4:20     |  |
| 4.         | «Welcome to El Callejón Sin Salida» | Bunbury         | 3:51     |  |
| 18:21      |                                     |                 |          |  |

## Músicos
Los músicos participantes de este concierto fueron los siguientes:
- Enrique Bunbury - Voz y guitarra acústica
- Nacho Vegas - Voz y guitarra acústica
- Xel Pereda - Guitarra acústica y eléctrica, mandolina y banjo
- Álvaros Suite - Guitarra eléctrica y coros
- Quique Mavilla - Bajo
- Jorge Rebenaque - Órgano hammond, piano, sintetizador y acordeón
- Ramón Gacías - Batería y percusión
- Javier García-Vega - Trombón, guitarra acústica y piano
- Javier Iñigo - Trompeta, fiscornio, armónica y piano
- Ana Belén Estaje - Violín y coros
- Noelia Gracia - Violín y coros